# Vitaliy Fedotov
Bản mẫu:Eastern Slavic name
Vitaliy Fedotov (tiếng Ukraina: Віталій Андрійович Федотов, sinh ngày 16 tháng 7 năm 1991) là một cầu thủ bóng đá người Ukraina thi đấu ở vị trí tiền vệ trung tâm cho SKA-Khabarovsk.

## Sự nghiệp
Fedotov là thành viên của nhiều đội tuyển trẻ Ukraina khác nhau. Anh cũng là thành viên của U-20 Ukraina và ghi 1 bàn thắng trong trận đấu với U-20 Kazakhstan vào ngày 4 tháng 9 năm 2010.

## Thống kê sự nghiệp
Tính đến 4 tháng 3 năm 2018
| Câu lạc bộ           | Mùa giải            | Giải vô địch                           | Giải vô địch | Giải vô địch | Cúp     | Cúp       | Châu lục | Châu lục  | Tổng cộng | Tổng cộng |
| Câu lạc bộ           | Mùa giải            | Hạng đấu                               | Số trận      | Bàn thắng    | Số trận | Bàn thắng | Số trận  | Bàn thắng | Số trận   | Bàn thắng |
| -------------------- | ------------------- | -------------------------------------- | ------------ | ------------ | ------- | --------- | -------- | --------- | --------- | --------- |
| Shakhtar-3 Donetsk   | 2007–08             | Ukrainian Second League                | 2            | 1            | –       | –         | –        | –         | 2         | 1         |
| Shakhtar Donetsk     | 2008–09             | Giải bóng đá ngoại hạng Ukraina        | 0            | 0            | 0       | 0         | 0        | 0         | 0         | 0         |
| Shakhtar Donetsk     | 2009–10             | Giải bóng đá ngoại hạng Ukraina        | 0            | 0            | 0       | 0         | 0        | 0         | 0         | 0         |
| Shakhtar Donetsk     | 2010–11             | Giải bóng đá ngoại hạng Ukraina        | 0            | 0            | 0       | 0         | 0        | 0         | 0         | 0         |
| Shakhtar Donetsk     | Tổng cộng           | Tổng cộng                              | 0            | 0            | 0       | 0         | 0        | 0         | 0         | 0         |
| Illichivets Mariupol | 2010–11             | Giải bóng đá ngoại hạng Ukraina        | 8            | 0            | 0       | 0         | –        | –         | 8         | 0         |
| Illichivets Mariupol | 2011–12             | Giải bóng đá ngoại hạng Ukraina        | 22           | 1            | 1       | 0         | –        | –         | 23        | 1         |
| Illichivets Mariupol | 2012–13             | Giải bóng đá ngoại hạng Ukraina        | 30           | 5            | 2       | 0         | –        | –         | 32        | 5         |
| Illichivets Mariupol | 2013–14             | Giải bóng đá ngoại hạng Ukraina        | 20           | 1            | 1       | 0         | –        | –         | 21        | 1         |
| Illichivets Mariupol | 2014–15             | Giải bóng đá ngoại hạng Ukraina        | 5            | 0            | 0       | 0         | –        | –         | 5         | 0         |
| Illichivets Mariupol | Tổng cộng           | Tổng cộng                              | 85           | 7            | 4       | 0         | 0        | 0         | 89        | 7         |
| Metalurh Donetsk     | 2014–15             | Giải bóng đá ngoại hạng Ukraina        | 16           | 0            | –       | –         | –        | –         | 16        | 0         |
| Arsenal Tula         | 2015–16             | FNL                                    | 32           | 6            | 1       | 0         | –        | –         | 33        | 6         |
| Riga                 | 2017                | Giải bóng đá hạng nhất quốc gia Latvia | 2            | 0            | 0       | 0         | –        | –         | 2         | 0         |
| SKA-Khabarovsk       | 2017–18             | Giải bóng đá ngoại hạng Nga            | 12           | 3            | 2       | 0         | –        | –         | 14        | 3         |
| Tổng cộng sự nghiệp  | Tổng cộng sự nghiệp | Tổng cộng sự nghiệp                    | 149          | 17           | 7       | 0         | 0        | 0         | 156       | 17        |